# Greer (South Carolina)
Greer is een plaats (city) in de Amerikaanse staat South Carolina, en valt bestuurlijk gezien onder Greenville County en Spartanburg County. In Greer bevindt zich BMW's Amerikaanse fabriek.

## Demografie
Bij de volkstelling in 2000 werd het aantal inwoners vastgesteld op 16.843.
In 2006 is het aantal inwoners door het United States Census Bureau geschat op 22.451, een stijging van 5608 (33,3%).

## Geografie
Volgens het United States Census Bureau beslaat de plaats een oppervlakte van
41,8 km², geheel bestaande uit land. Greer ligt op ongeveer 250 m boven zeeniveau.

## Plaatsen in de nabije omgeving
De onderstaande figuur toont nabijgelegen plaatsen in een straal van 12 km rond Greer.